# Kaleidoscope (EP)
Kaleidoscope é o décimo terceiro EP da banda britânica de rock alternativo Coldplay, sendo o primeiro exclusivamente com canções inéditas. Foi lançado mundialmente em 14 de julho de 2017, servindo como complemento ao sétimo álbum de estúdio de Coldplay, A Head Full of Dreams, lançado em 2015.
O álbum foi nomeado para o Grammy Award para Best Pop Vocal Album no 60º Grammy Awards.

## Promoção
Em 21 de novembro de 2016, Chris Martin anunciou o título do EP através da conta oficial do Twitter da banda. O nome do EP, é o mesmo nome de uma faixa de interlúdio presente no álbum A Head Full of Dreams (2015). O EP deveria ser lançado no dia 2 de junho, mas foi posteriormente adiado até 30 de junho, sem o anúncio prévio da banda. Mais tarde, adiou-se pela segunda vez até 14 de julho.
Em setembro de 2016, The Chainsmokers compartilhou dois clipes curtos de uma próxima música com vocais de Chris Martin via Snapchat.
Em 15 de junho de 2017, a música "All I Can Think About Is You" o videoclipe com a letra da música foi lançado na conta oficial do Coldplay no YouTube, dirigido por I Saw John First.
Em 7 de julho de 2017, após a apresentação da banda no Global Citizen Festival Germany, a música "A L I E N S" foi lançada como um single promocional. O videoclipe animado foi lançado no mesmo dia, e foi dirigido por Diane Martel e Ben Jones. Todos os lucros obtidos com a faixa foram doados para o Migrant Offshore Aid Station (MOAS), uma organização internacional não governamental que ajuda refugiados.

## Singles
Em 22 de fevereiro de 2017, Spotify publicou um banner na parte superior da página inicial do site com o gráfico de "Something Just like This" com um botão Listen Now. A lista de faixas do álbum e "Hypnotised" foram lançadas em 1 de março de 2017. "Hypnotised" serve como a primeira música lançada do EP. "All I Can Think About Is You" foi lançado em 15 de junho de 2017 como a segunda música lançada do EP, seguida do "Tokyo Remix" de "Something Just like This" em 22 de junho.
O Kaleidoscope completo foi lançado no mesmo dia do segundo single, "Miracles (Someone Special)" que teve a participação do rapper Big Sean e foi lançado em 14 de julho de 2017.

## Faixas
Lista de faixas disponível no iTunes.
| N.º            | Título                                                          | Compositor(es)                                               | Produtor(es)                                 | Duração |  |
| 1.             | "All I Can Think About Is You"                                  | Guy Berryman · Jonny Buckland · Will Champion · Chris Martin | Rik Simpson · Daniel Green                   | 4:34    |  |
| 2.             | "Miracles (Someone Special)" (com Big Sean)                     | Berryman · Buckland · Champion · Martin · Sean Anderson      | Simpson · Green · Bill Rahko · Martin Terefe | 4:36    |  |
| 3.             | "Aliens" (estilizado como A L I E N S)                          | Berryman · Buckland · Champion · Martin · Brian Eno          | Simpson · Green · Eno · Markus Dravs         | 4:42    |  |
| 4.             | "Something Just like This (Tokyo Remix)" (com The Chainsmokers) | Andrew Taggart · Berryman · Buckland · Champion · Martin     | Simpson · Green · Rahko                      | 4:34    |  |
| 5.             | "Hypnotised" (EP mix)                                           | Berryman · Buckland · Champion · Martin                      | Simpson · Green                              | 6:31    |  |
| Duração total: | Duração total:                                                  | Duração total:                                               | Duração total:                               | 24:57   |  |

## Recepção
| Críticas profissionais | Críticas profissionais |
| Pontuações agregadas   | Pontuações agregadas   |
| Fonte                  | Avaliação              |
| ---------------------- | ---------------------- |
| Metacritic             | 63/100                 |
| Avaliações da crítica  |                        |
| Fonte                  | Avaliação              |
| AllMusic               | [ 14 ]                 |
| The Guardian           | [ 15 ]                 |
| NME                    | [ 16 ]                 |
| Pitchfork              | 5.8/10                 |
| PopMatters             | [ 18 ]                 |
| Rolling Stone          | [ 19 ]                 |

Kaleidoscope recebeu críticas positivas pela mídia especializada. No Metacritic, que atribui uma classificação normalizada de 100 para comentários das publicações convencionais, o EP recebeu uma pontuação média de 63, indicando "revisões geralmente positivas" com base em 8 avaliações. Em um Review pela AllMusic, Stephen Thomas Erlewine comenta: "O Coldplay não foi inteiramente 'sugado na máquina' enquanto tentavam subverter a sua música pop". Harriet Gibson, do The Guardian, deu ao EP três estrelas, escrevendo: "Este EP não é nada além da marca, contudo, emoção eufórica, mensagem sincera e universal e um revestimento de charme pegajoso". Mark Beaumont da NME escreveu: "O Coldplay não apenas produziu os hinos. Seu novo EP é preenchido de surpresa, eles testam as águas e vêem o que flutua".
Jamieson Fox, da Pitchfork escreveu: "Kaleidoscope não vai lançar a reavaliação crítica do Coldplay, nem merece. Mas recompensa aqueles de nós que ficaram presos com algumas músicas que capturam a banda no seu melhor". Escrevendo para PopMatters, Mike Schiller comenta: "Não há nenhuma história a ser contada, apenas uma pequena coleção de músicas, algumas das quais funcionam lindamente, algumas das quais são completamente planas", dando ao EP uma nota de cinco estrelas em um total de dez. Jon Dolan, escrevendo para Rolling Stone disse: "Intitulado após um interlúdio calmante do álbum de 2015 da banda, A Head Full of Dreams, este EP de cinco canções continua o humor da tranquila satisfação do álbum".